# Сантьяго-де-Компостела
Сантья́го-де-Компосте́ла (галис. Santiago de Compostela [sãnˈtjaɰo ðe komposˈtɛla], исп. Santiago de Compostela [sanˈtjaɣo ðe komposˈtela]) — столица автономного сообщества Галисия в Испании. Муниципалитет находится в составе района (комарки) Сантьяго. Город возник вокруг Сантьягского собора — крупнейшего центра паломничества. В 1985 году старая часть города вошла в список Всемирного наследия ЮНЕСКО. Культурная столица Европы 2000 года.

## История
Город принадлежал арабам с 711 по 739 год; окончательно отвоёван и включён в состав королевства Астурии в 750 году королём Альфонсо I Католиком.
По легенде, в кафедральном соборе города захоронены останки апостола Иакова. Поэтому город с эпохи раннего Средневековья является третьей святыней католического мира (после Иерусалима и Рима), центром католического архиепископства и паломничества и конечным пунктом знаменитого маршрута Путь Святого Иакова, охватывавшего всю территорию Европы и давшего городу прозвище «христианской Мекки».
Своим значением для католической Европы город прежде всего обязан обретению мощей святого Иакова. Как считают верующие, после мученической кончины апостола в 44 году, его тело было положено в лодку и пущено по волнам Средиземного моря. Чудесным образом эта лодка приплыла в Испанию, где святой проповедовал ранее, и была выброшена на берег в устье реки Сар в городе Ирия Флавия. Затем тело апостола Иакова было перенесено двумя его учениками на гору Либредон в 17 км от Ирии Флавии.
В 813 году, как гласит церковное предание, живший в этой местности монах-отшельник Пелайо, следуя за некоей путеводной звездой, обнаружил гробницу с мощами апостола Иакова, которые оставались нетленными. В 896−899 годах король Альфонс III издал указ, и на месте находки над мощами была построена небольшая церковь. Само место было названо Компостелла (лат. Campus Stellae «Место, обозначенное звездой»). Святой Иаков, чудесно являвшийся во время битв с маврами, стал покровителем Испании и Реконкисты.
11 августа 997 года Сантьяго-де-Компостела был взят аль-Мансуром, который разрушил всё, что попалось на его пути, начиная с Визеу, отправной точки его похода. Кавалерия совершила бросок по суше, а пехота была переброшена морем из Сетубала в Опорто. Прибыв в Сантьяго-де-Компостела, аль-Мансур подошёл к останкам апостола Иакова, где нашёл старика священника Сан Педро де Месонсо, известного своей набожностью. Побеседовав с ним, мусульманский предводитель оставил мощи святого нетронутыми.

В Шант Якуб [Сантьяго-де-Компостела] аль-Мансур нашёл старого монаха, стоявшего рядом с могилой святого. Он его спросил: «Почему ты здесь?». «Чтобы почитать Святого Иакова»,— ответил монах; и победитель дал указание, чтобы его не трогали.
— Байян аль Мугриб ибн Издари
Собор был снесён, а двери и колокола перенесены до Кордовы на плечах пленных христиан. Из колоколов были отлиты лампы в мечети города. Бермудо II, униженный, дискредитированный и без власти, вынужден просить мира.
В 2000 году он имел статус культурной столицы Европы. 13 ноября 2004 года было совершено первое в истории компостельского собора православное богослужение.
24 июля 2013 года рядом с городом Сантьяго-де-Компостела сошёл с рельсов междугородный экспресс Мадрид — Ферроль. В результате катастрофы погибли 77 человек, больше 120 получили ранения. Всего в поезде было 240 пассажиров.

## Достопримечательности
Город является конечным пунктом Дороги св. Иакова, внесённой в список всемирного наследия ЮНЕСКО. Улицы исторического центра города обрамлены портиками, связывающими архитектурные памятники в единый ансамбль.

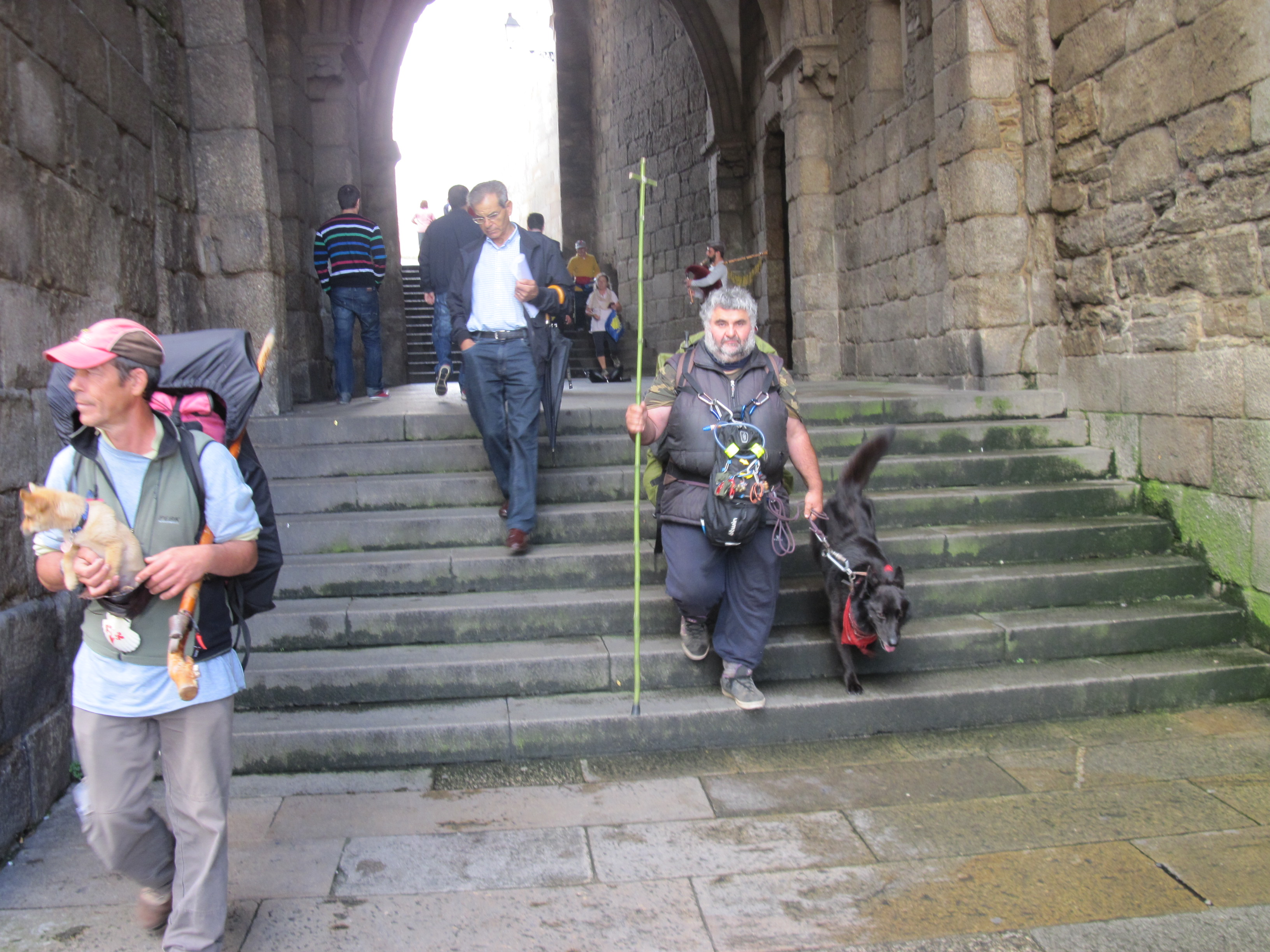
Паломники в Сантьяго-де-Компостела

Среди городских сооружений особый интерес представляет Сантьягский собор — выдающийся образец испанского романского зодчества (около 1080—1211); он же — «Портик славы»; в XVII—XVIII веках фасад перестроен в стиле барокко, а также Королевский госпиталь (портал платереско, 1501—1511, архитектор Э. де Эгас; перестроен в XVII веке), ныне — отель «Parador de Santiago de Compostela». Изображение собора представлено на аверсе монет в 1, 2 и 5 евроцентов, чеканящихся в Испании.
За зданием собора находятся два монастыря XVI века: Сан Мартин Пинарио (San Martin Pinario) и Сан Пелайо (San Pelayo), в котором продаются пирожные и лимонное печенье, выпекаемые монахинями. Представляют интерес также дворец Хелмирес (Gelmires), Каса-дель-Кабильдо (Casa del Cabildo), Сан-Фикс (San Fix), Санта-Мария-Саломе (Santa Maria Salome), примечательная церковь Санто Доминго де Бонаваль (Santo Domingo de Bonaval), где покоятся останки поэтессы Росалии де Кастро.
- Университет, основанный в 1495 году.
- Музей этнографии Побо Галего (Museo de Pobo Galego), дающий полное впечатление о жизни и истории галисийцев. В числе прочего там представлены лодки, рыболовные снасти, орудия труда мелких ремесленников, плетёные корзины, кружево, предметы быта, местные сабо. Отдельного внимания заслуживает тройная винтообразная лестница, один из шедевров архитектора Доминго де Андраде.
- Имеются археологический музей, музей ковров (испанские и фламандские гобелены, созданные по рисункам Франсиско Гойи и Питера Рубенса), Галисийский центр современного искусства.
- Памятник Две Марии.

## Промышленность
В Сантьяго-де-Компостела сосредоточена фармацевтическая промышленность.

## Население
| 2001    | 2002    | 2003    | 2004    | 2005    | 2006    | 2007    | 2008    | 2009    |
| ------- | ------- | ------- | ------- | ------- | ------- | ------- | ------- | ------- |
| 93 381  | ↘93 273 | ↘92 339 | ↘92 298 | ↗92 919 | ↗93 458 | ↗93 712 | ↗94 339 | ↗95 092 |
| 2010    | 2011    | 2012    | 2013    | 2014    | 2015    | 2016    | 2017    | 2018    |
| ↘94 824 | ↗95 207 | ↗95 671 | ↗96 041 | ↘95 800 | ↘95 612 | ↗95 966 | ↗96 456 | ↘96 405 |
| 2019    | 2020    | 2021    | 2022    | 2023    | 2024    |         |         |         |
| ↗97 260 | ↗97 848 | ↗97 858 | ↗98 179 | ↗98 687 | ↗99 536 |         |         |         |

## Города-побратимы
- Ассизи, Италия (2007)[30]
- Буэнос-Айрес, Аргентина (2002)[31]
- Овьедо, Испания[32]
- Касерес, Испания (1973)[33]
- Кордова, Испания (2004)[34]
- Кумано, Япония (1998)[32]
- Сан-Паулу, Бразилия[35]
- Сантьяго-де-Керетаро, Мексика (1997)[36]